# Montagny-près-Louhans
Montagny-près-Louhans is een gemeente in het Franse departement Saône-et-Loire (regio Bourgogne-Franche-Comté) en telt 408 inwoners (2004). De plaats maakt deel uit van het arrondissement Louhans.

## Geografie
De oppervlakte van Montagny-près-Louhans bedraagt 9,6 km², de bevolkingsdichtheid is 42,5 inwoners per km².
De onderstaande kaart toont de ligging van Montagny-près-Louhans met de belangrijkste infrastructuur en aangrenzende gemeenten.

## Demografie
Onderstaande figuur toont het verloop van het inwonertal (bron: INSEE-tellingen).